# 湘南ミュージックスカイウェイ
湘南ミュージックスカイウェイ（しょうなんミュージックスカイウェイ）は、FM横浜（現：FM Yokohama）で1986年4月6日から1987年8月2日まで毎週日曜日16時から16時30分に石井食品の提供で放送されたラジオ番組である。

## 概要
タレントの石田紀子が、湘南の上空をヘリコプターで飛び、景色を紹介したり、リスナーからの手紙を読みリクエストに応えて音楽を流したりしていた。
生放送のように見えるが、実際はフライトする場所で事前に収録をしており放送と同時に演出として再び同じ場所を飛行していた。いわゆる撮って出しとほぼ同じ形式だった。

## パーソナリティーの事故死および番組終了
1987年8月2日の放送で石田が勇退し、代わって翌週8月9日からは、スタッフもパイロット以外ディレクターなどを全員女性に一新した上で斉藤厚子がパーソナリティーを務めることが決まっていたが、石田の最終フライトが放送される直前の夕方15時54分頃、茅ヶ崎市の茅ヶ崎西浜海岸上空をフライトした時にヘリコプター（日本農林ヘリコプター所属ユーロコプター エキュレイユ（AS350B）、機体記号JA9355、1983年製造）が墜落、海面に衝突して、転覆し水没、大破した。目撃者らにより全員救助され、茅ヶ崎市内の病院に収容されたが、搭乗していた石田と番組スタッフ1名が死亡、機長と番組スタッフ2名が負傷した。石田は番組の最後に「これから東京ヘリポートへ私の操縦で戻りたいと思います」と挨拶をしてリスナーにお別れしたが、それが結果的に石田の生前最後の挨拶ともなった。この事故を受けて、斉藤が担当する予定だった翌週からの放送が急遽取りやめ（斉藤担当分は結果的にお蔵入り）となり、そのまま打ち切られた。8月9日の16:00 - 16:30の放送はつなぎの音楽番組を放送し、8月16日の同枠からは石井食品の一社提供を継続した上で『サウンド ディテクション』の放送を開始（パーソナリティ・向井亜紀、1987年10月25日まで）、石井食品の一社提供枠はこれの後継番組である『ISHII アフタヌーン・ディライト』（パーソナリティ・今井美樹）の途中、1989年10月に三洋電機の一社提供に交替するまで続いていた。